# Phrynocephalus golubewii
Phrynocephalus golubewii là một loài thằn lằn trong họ Agamidae. Loài này được Shenbrot & Semyonov mô tả khoa học đầu tiên năm 1990.